# Sonata per a piano núm. 31 (Beethoven)
La Sonata per a piano núm. 31 en la bemoll major, Op. 110, de Ludwig van Beethoven va ser composta el 1821. És la sonata per a piano central dins el grup de les tres sonates opp. 109–111, que va compondre entre 1820 i 1822.
L'obra està escrita en tres moviments. El primer moviment moderato, en forma sonata, amb la indicació con amabilità, és seguit per un ràpid scherzo. El final consta d'un lent recitatiu i un arioso dolente, una fugida, una tornada del lament arioso, i una segona fugida que creix fins a aconseguir una conclusió afirmativa.

## Composició
L'estiu de 1819 Moritz Schlesinger, de l'editorial de música Schlesinger, amb seu a Berlín, va conèixer a Beethoven i va mostrar interès per comprar algunes composicions. Després de mantenir algunes negociacions per carta, i malgrat les objeccions de l'editorial a l'hora que Beethoven conservés els drets per a la seva publicació a Anglaterra i Escòcia, Schlesinger va acordar la compra de 25 cançons per 60 ducats i tres sonates per a piano per 90 ducats (Beethoven al principi va demanar una suma de 120 ducats per les tres sonates). Al maig de 1820 Beethoven va accedir, les cançons (Op. 108) ja estaven finalitzades, i es va comprometre a lliurar les sonates en el termini de tres mesos. Aquestes tres sonates són el que ara es coneixen com a Opp. 109–111.
Beethoven no va poder completar a temps les tres sonates promeses per diversos factors, incloent un atac d'icterícia, juntament amb atacs de reuma en l'hivern de 1820. La sonata Op. 109 va ser completada i lliurada el 1820, però la correspondència mostra que la Op. 110 encara no estava llesta el desembre de 1821, i la partitura autògrafa porta la data del 25 de desembre de 1821. És de suposar que la sonata va ser lliurada poc després, ja que Beethoven va rebre 30 ducats per aquesta sonata el gener de 1822.

## Moviments
Alfred Brendel caracteritza els temes principals de la sonata com tots els derivats de l'hexacord (les primeres sis notes de l'escala diatònica) i els intervals del tercer i quart que la divideixen. També assenyala que el moviment contrari és una característica de gran part de l'obra, particularment en el segon moviment, scherzo.
Una altra característica unificadora és el fet que els temes principals de cada moviment comencen amb una frase que abasta el rang d'un sexta. També hi ha importància en la nota fa (que és el sisè grau de l'escala la♭ major). Forma el punt àlgid de la primera frase de la sonata, actua com la tònica en el segon moviment, i un pronunciat fa marca el començament de la secció del Trio. El tercer moviment també comença amb fa al capdavant.

### Moderato cantabile molto espressivo
| Sonata núm. 31 en la♭ major, Op. 110 – I. Moderato cantabile molto espressivo |
|                                                                               |
| Interpretació de Carlos Gardels. Cortesia de Musopen                          |
|                                                                               |

El primer moviment està marcat com a Moderato cantabile molto expressivo ("velocitat moderada, cantat i amb molta expressió"). Matthews descriu el primer moviment com en "forma ordenada, predictible i sonata", i Rosen defineix l'estructura del moviment com a haydnesca.Rosen, Charles. Beethoven's Piano Sonatas, A Short Companion.  New Haven & London: Yale University Press, 2002. ISBN 0-300-09070-6. La seva obertura està marcada amb la indicació com amabilità.
La secció de desenvolupament, que Rosen descriu com a "radicalment senzilla", consisteix a reescriure el tema inicial del moviment en una seqüència caiguda, amb figures de semicorxeres subjacents. Tovey compara la simplicitat artística del desenvolupament amb l'èntasi de les columnes del Partenó.
La recapitulació comença convencionalment amb una reexpressió del tema d'obertura en la tònica (la♭ major), que Beethoven combina amb el motiu de transició arpegiat. El tema cantabile es modula gradualment a través del subdominant en mi major (una tonalitat aparentment remota que Matthews, i Tovey ho interpreten com una conveniència per al fa♭ major). L'harmonia aviat modula de nou a la tonalitat principal de la♭ major. El moviment conclou amb una cadència sobre un pedal de la tònica.

### Allegro molto
| Sonata núm. 31 en la♭ major, Op. 110 - II. Allegro molto |
|                                                          |
| Interpretació de Donald Betts. Cortesia de Musopen       |
|                                                          |

És l'scherzo. Matthews el descriu com a "tens", i Kinderman com a "humorístic", tot i que es troba en la tonalitat menor. El ritme és complex amb moltes sincopies i ambigüitats. Tovey observa que aquesta ambigüitat és deliberada: els intents de caracteritzar el moviment com Gavotte són impedits per la curta durada de les barres que impliquen el doble de tants ritmes accentuats, i si hagués volgut, Beethoven podria haver compost Gavotte.

### Adagio ma non troppo - Allegro ma non troppo
| Sonata núm. 31 en la♭ major, Op. 110 - III. Adagio, ma non troppo |
|                                                                   |
| Interpretació de Donald Betts. Cortesia de Musopen                |
|                                                                   |

L'estructura del tercer moviment alterna dues seccions d'ària lenta amb dues fugues més ràpides. A l'anàlisi de Brendel hi ha sis seccions: recitatiu, arioso, primera fuga, arioso, inversió de la fuga, conclusió homofònica.